# Moul El Bergui
Moul El Bergui (àrab مول البرڭي) és una comuna rural de la província de Safi de la regió de Marràqueix-Safi. Segons el cens de 2014 tenia una població total de 15.342 persones.